# Мартиросян Тигран Завенович
Тигран Завенович Мартиросян (вірм. Տիգրան Զավենովիչ Մարտիրոսյան, (1 травня 1993 , Єреван ) — проросійський пропагандист, журналіст, телеведучий та продюсер, консультант медіагрупи «Україна» (2020—2022), ведучий закритого проросійського телеканалу «112 Україна» (2013—2017), виконавчий продюсер закритого проросійського телеканалу NewsOne (2017—2018), керівник закритого проросійського телеканалу НАШ (з 2018 по 2019 рік), ведучий телеканалу «Україна 24» (з 2020 по 2022 рік), член Національної спілки журналістів України, медіаменеджер.

## Біографія
Народився в Єревані, в дитинстві з родиною переїхав до Кіровограда. Закінчив льотну академію Національного авіаційного університету за спеціальністю авіаційний диспетчер, друга вища освіта: правознавство, Інститут регіонального управління та економіки. Вчився в школі № 6 з поглибленим вивченням французької та англійської мови. Був КВНщиком. Навчався з 2020 по 2022 роки в Національній академії державного управління при Президенті України.

## Робота на телебаченні
Професійну кар'єру почав у 16 років, на регіональному телеканалі «Кіровоград» у ранковому шоу «Ранкова кава».
З 2013 по 2017 роки — ведучий проросійського телеканалу 112 Україна. Вів такі проекти: ток-шоу «Наша Тема», «112 хвилин» (рання назва — «7am»), денний LIVE-ефір, «Вечірній Прайм». На кастинг ведучих його запросив Євген Дудник, який тоді працював режисером промо каналу. За місяць до кастингу його запросили на кастинг ведучого музичної рубрики шоу «Ранкова кава» телеканалу «Кіровоград», але його не взяли.
У жовтні 2017 призначений на посаду інформаційного, а далі — виконавчого продюсера, телеканалу NewsOne. Був ведучим програм «Великий вечір з Тиграном Мартиросяном» і політичного ток-шоу «Український формат» разом з Василем Головановим. Працював до серпня 2018 року.
З 7 листопада 2018 року з командою проросійського телеканалу «Newsone» створив телеканал «НАШ», розподіливши обов'язки топ-менеджменту таким чином: Роксолана Завінська — головна редакторка каналу, Євген Дудник — генеральний продюсер каналу, Олена Рудік — генеральна директорка каналу, Анастасія Митницька — виконавча продюсерка каналу, а Тигран — керівник каналу.
З листопада 2018 року керівник телеканалу «Наш». Ведучий програм «Час з Тиграном Мартиросяном» і «Події тижня з Тиграном Мартиросяном» (до грудня 2019). Автор та ведучий програми «ОПОЗИЦІЯ» на телеканалі «Україна» спільно с телеканалом «НАШ», яка була присвячена парламентським виборам 2019-го року. Вів марафон «Наш президент», присвячений виборам президента України 2019 року, починав концерт «Наша перемога» 9 травня 2019 року, вів марафон «Наш парламент», присвячений парламентським виборам 2019-го року. У листопаді 2019 року покинув телеканал, назвавши це «творчою відпусткою».
У січні 2020 року разом з колишньою командою каналу «НАШ», він приєднався до команди «Медіа Групи Україна», 17 січня 2020 року вийшов перший випуск його авторської передачі «Велике інтерв'ю з Тиграном Мартиросяном» в ефірі телеканалу «Україна 24». Передача виходила з 17 січня по 3 квітня 2020 року.
Брав участь у програмі «Зворотний зв'язок» (з 8 лютого по 23 травня 2020 року).
З 14 квітня 2020 по 20 лютого 2022 року на каналі «Україна 24» вів інформаційно-політичну програму «Україна з Тиграном Мартиросяном», з 3 квітня по 11 квітня 2022 року проект виходив на YouTube, де ведучий спілкувався з гостями через відеозв'язок.
З 9 серпня по 22 листопада 2020 року вів спецпроект «Україна обирає», присвячений місцевим виборам 2020-го року.
З 11 червня по 1 жовтня 2021 року був ведучим підсумкової програми (з 8 жовтня 2021 року по 18 лютого 2022 року — ток-шоу) «Велика п'ятниця».
Був ведучим різдвяного спецефіру «Як звучить Україна» разом з Єлизаветою Ясько. Також брав участь у записі колядки «Щедрик» з ведучими «Україна» та «Україна 24».
Брав участь у марафонах «Женевська зустріч», присвяченому зустрічі президентів РФ та США та «Берлін-Київ», присвяченому приїзду до Києва Ангели Меркель та її зустрічі з президентом Зеленським.
31 грудня 2021 року брав участь у новорічному шоу «Все буде красиво». Вів ютуб-проєкт «Україна разом».
З 24 лютого по 20 липня 2022 року — ведучий телемарафону «Єдині новини» у інформаційному блоці телеканалу «Україна 24».

## Робота на радіо
У вересні 2016 і до жовтня 2017 року був ведучим проектів «До і після полудня з Тиграном Мартиросяном», «Підсумки дня з Тиграном Мартиросяном» та «День з Тиграном Мартиросяном» радіостанції «Голос Столиці».

## Особисте життя
Дружина — журналістка, екс-ведуча прогнозу погоди телеканалу «ZIK», колишня головна редакторка проросійських телеканалів «NewsOne» та «НАШ», колишня головна редакторка його проектів на «Україна 24» Роксолана Завінська.

## Ведучий
Був ведучим ютуб-каналу «Общественное мнение»

### «112 Україна» (2013—2017)
- 2013—2014 — молодіжне ток-шоу «Наша тема»
- 2013—2014 — ток-шоу про мистецтво «Культурна революція»[36]
- 2014—2017 — ранкове шоу «112 хвилин» (раніше — «7am»)
- 2015—2017 — денний LIVE-етер

### «Голос Столиці» (2016—2017)
- 2016—2017 — розмовна програма «До і після полудня з Тиграном Мартиросяном»
- 2016 — розмовна програма «Підсумки дня з Тиграном Мартиросяном»
- 2016—2017 — розмовна програма «День з Тиграном Мартиросяном»

### «NewsOne» (2017—2018)
- 2017—2018 — вечірня програма «Великий вечір з Тиграном Мартиросяном»
- 2017—2018 — ток-шоу «Український формат»

### «НАШ» (2018—2019)
- 2018 — презентація телеканалу «НАШ»
- 2018—2019 — ток-шоу «Події тижня з Тиграном Мартиросяном»
- 2019 — розмовна програма «Час з Тиграном Мартиросяном»
- 2019 — концерт до дня перемоги «Наша перемога»
- 2019 — марафон, присвячений виборам Президента України «Наш президент»
- 2019 — ток-шоу, присвячене парламентським виборам-2019 «Опозиція» (разом з телеканалом «Україна»)
- 2019 — марафон, присвячений парламентським виборам-2019 «Наш парламент»

### «Україна 24» (2020—2022)
- 2020 — розмовна програма «Велике інтерв'ю з Тиграном Мартиросяном»
- 2020—2022 — розмовна програма «Україна з Тиграном Мартиросяном»
- 2020 — спецпроект, присвячений місцевим виборам-2020 «Україна обирає»
- 2021 — спецефір «Як звучить Україна»
- 2021 — підсумкова програма «Велика п'ятниця»
- 2021 — марафон, присвячений зустрічі двох президентів РФ та США «Женевська зустріч»
- 2021 — марафон, присвячений візиту Ангели Меркель до Києва та її зустрічі з президентом Зеленським «Берлін-Київ»
- 2021 — новорічне шоу «Все буде красиво»
- 2022 — інформаційний телемарафон «Єдині новини»
- 2022 — ютуб-проект «Україна разом»